# Europejska Nagroda Filmowa dla najlepszego aktora

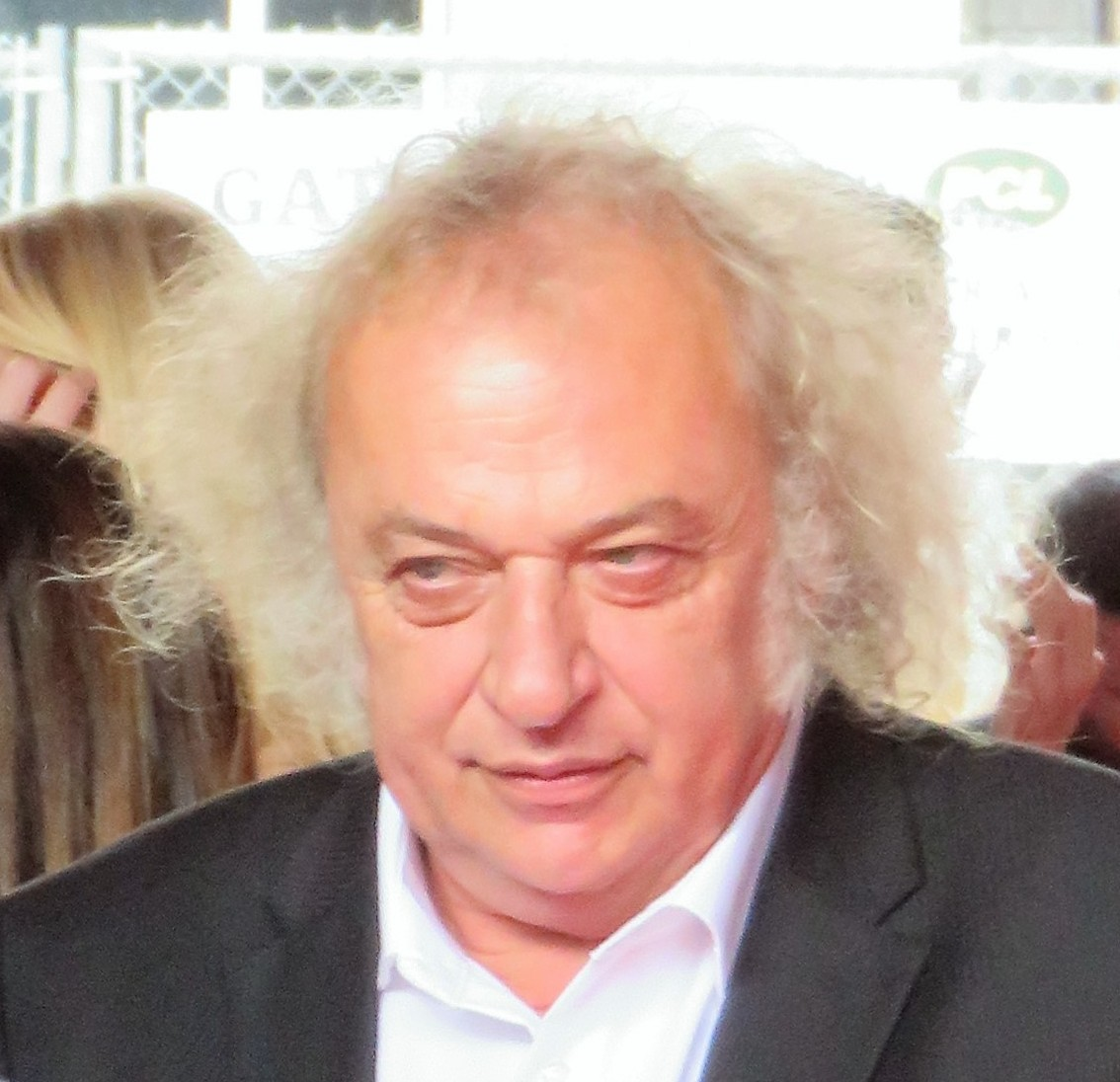
Zlatko Burić, zdobywca nagrody za rok 2022

Europejska Nagroda Filmowa dla najlepszego aktora (ang. European Film Award for Best Actor) − nagroda przyznawana za najlepszą rolę męską w filmie europejskim w ramach Europejskich Nagród Filmowych. Przyznawana jest przez członków Europejskiej Akademii Filmowej już od pierwszej edycji rozdania nagród w 1988 roku.
Jedynymi dwukrotnymi laureatami nagrody są jak dotychczas Francuz Daniel Auteuil, Włoch Toni Servillo oraz Duńczyk Mads Mikkelsen, który uzyskał najwięcej nominacji w historii nagrody (pięć wskazań). Trzykrotnie nominowani byli Javier Bardem, Elio Germano, Michel Piccoli i Stellan Skarsgård.
Jak dotychczas żadnemu polskiemu aktorowi nie udało się zdobyć nagrody, chociaż parokrotnie zdobywali oni nominacje: Jerzy Stuhr (1997), Krzysztof Siwczyk (2000), Tomasz Kot (2018) i Bartosz Bielenia (2020).

## Laureaci i nominowani

### 1988–1989
| Rok            | Aktor                        | Rola                                | Tytuł polski                       | Tytuł oryginalny                             |
| -------------- | ---------------------------- | ----------------------------------- | ---------------------------------- | -------------------------------------------- |
| 1988           | Max von Sydow                | Lassefar                            | Pelle zwycięzca                    | Pelle erobreren                              |
|                | Klaus Maria Brandauer        | Klaus Schneider / Erik Jan Hanussen | Hanussen                           | Hanussen                                     |
| Alfredo Landa  | Malvís / Bandyta Fendetestas | Ożywiony las                        | El bosque animado                  |                                              |
| Udo Samel      | Franz Schubert               | Notturno                            | Mit meinen heißen Tränen           |                                              |
| Dorel Vişan    | Iacob                        | Jakub                               | Iacob                              |                                              |
| 1989           | Philippe Noiret              | Alfredo Major Delaplane             | Cinema Paradiso Życie i nic więcej | Nuovo cinema Paradiso La vie et rien d'autre |
|                | Daniel Day-Lewis             | Christy Brown                       | Moja lewa stopa                    | My Left Foot                                 |
| Davor Dujmović | Perhan                       | Czas Cyganów                        | Dom za vesanje                     |                                              |
| Károly Eperjes | Sándor Monori                | Eldorado                            | Eldorádó                           |                                              |
| Jozef Kroner   | Georg Henih                  | Ty, który jesteś w niebie           | Ti, koyto si na nebeto             |                                              |

### 1990–1999
| Rok               | Aktor                                                             | Rola                              | Film                               | Tytuł oryginalny                  |
| ----------------- | ----------------------------------------------------------------- | --------------------------------- | ---------------------------------- | --------------------------------- |
| 1990              | Kenneth Branagh                                                   | Henryk V                          | Henryk V                           | Henry V                           |
|                   | Gérard Depardieu                                                  | Cyrano de Bergerac                | Cyrano de Bergerac                 | Cyrano de Bergerac                |
| Philip Zandén     | Jacob                                                             | Anioł stróż                       | Skyddsängeln                       |                                   |
| 1991              | Michel Bouquet                                                    | Thomas                            | Toto bohater                       | Toto le héros                     |
|                   | Claudio Amendola                                                  | Książę                            | Szowiniści                         | Ultrà                             |
| Richard Anconina  | Gerard                                                            | Mały przestępca                   | Le petit criminel                  |                                   |
| 1992              | Matti Pellonpää                                                   | Rodolfo                           | Życie cyganerii                    | La vie de Boheme                  |
|                   | Denis Lavant                                                      | Alex                              | Kochankowie na moście              | Les amants du Pont-Neuf           |
| Enrico Lo Verso   | Antonio                                                           | Złodziej dzieci                   | Il ladro di bambini                |                                   |
| 1993              | Daniel Auteuil                                                    | Stéphane                          | Serce jak lód                      | Un coeur en hiver                 |
|                   | Carlo Cecchi                                                      | Renato Caccioppoli                | Śmierć neapolitańskiego matematyka | Morte di un matematico napoletano |
| Jan Decleir       | Adolf Daens                                                       | Daens                             | Daens                              |                                   |
| 1994 1995         | Nagrody nie przyznano.                                            | Nagrody nie przyznano.            | Nagrody nie przyznano.             | Nagrody nie przyznano.            |
| 1996              | Ian McKellen                                                      | Ryszard III                       | Ryszard III                        | Richard III                       |
| 1997              | Bob Hoskins                                                       | Alan Darcy                        | Okrągły tydzień                    | 24 7: Twenty Four Seven           |
|                   | Mario Adorf                                                       | Paolo Rossini                     | Rossini                            | Rossini                           |
| Jerzy Stuhr       | Ksiądz / Petent / Zdzisław Filip / Płk Jerzy Matałowski / Adiunkt | Historie miłosne                  | Historie miłosne                   |                                   |
| Philippe Torreton | Conan                                                             | Kapitan Conan                     | Capitaine Conan                    |                                   |
| 1998              | Roberto Benigni                                                   | Guido Orefice                     | Życie jest piękne                  | La vita è bella                   |
|                   | Javier Bardem                                                     | David                             | Drżące ciało                       | Carne trémula                     |
| Peter Mullan      | Joe Kavanagh                                                      | Jestem Joe                        | My Name Is Joe                     |                                   |
| Ulrich Thomsen    | Christian                                                         | Festen                            | Festen                             |                                   |
| 1999              | Ralph Fiennes                                                     | Ignatz / Ivan / Adam Sonnenschein | Kropla słońca                      | Sunshine                          |
|                   | Anders W. Berthelsen                                              | Kresten                           | Mifune                             | Mifune                            |
| Rupert Everett    | Arthur Goring                                                     | Idealny mąż                       | An Ideal Husband                   |                                   |
| Götz George       | Josef Mengele                                                     | Prawda i tylko prawda             | Nichts als die Wahrheit            |                                   |
| Philippe Torreton | Daniel Lefebvre                                                   | Zacznijmy już dziś                | Ça commence aujourd'hui            |                                   |
| Ray Winstone      | Ojciec                                                            | Strefa wojny                      | The War Zone                       |                                   |

### 2000–2009
| Rok                            | Aktor                                                                  | Rola                                                | Tytuł polski                                       | Tytuł oryginalny                    |
| ------------------------------ | ---------------------------------------------------------------------- | --------------------------------------------------- | -------------------------------------------------- | ----------------------------------- |
| 2000                           | Sergi López                                                            | Harry                                               | Harry, twój prawdziwy przyjaciel                   | Harry, un ami qui vous veut du bien |
|                                | Jamie Bell                                                             | Billy Elliot                                        | Billy Elliot                                       | Billy Elliot                        |
| Bruno Ganz                     | Fernando Girasoli                                                      | Chleb i tulipany                                    | Pane e tulipani                                    |                                     |
| Ingvar Eggert Sigurðsson       | Páll                                                                   | Anioły wszechświata                                 | Englar alheimsins                                  |                                     |
| Krzysztof Siwczyk              | Rafał Wojaczek                                                         | Wojaczek                                            | Wojaczek                                           |                                     |
| Stellan Skarsgård              | Tomas                                                                  | Aberdeen                                            | Aberdeen                                           |                                     |
| 2001                           | Ben Kingsley                                                           | Don Logan                                           | Sexy Beast                                         | Sexy Beast                          |
|                                | Michael Caine Tom Courtenay David Hemmings Bob Hoskins Ray Winstone    | Jack Dodds Vic Tucker Lenny Ray Johnson Vince Dodds | Ostatnia prośba                                    | Last Orders                         |
| Jesper Christensen             | Kaj                                                                    | Ławka                                               | Bænken                                             |                                     |
| Branko Đurić                   | Čiki                                                                   | Ziemia niczyja                                      | No Man’s Land                                      |                                     |
| Michel Piccoli                 | Gilbert Valence                                                        | Wracam do domu                                      | Je rentre a la maison                              |                                     |
| Stellan Skarsgård              | Wilhelm Furtwängler                                                    | Sztuka wyboru                                       | Taking Sides                                       |                                     |
| 2002                           | Sergio Castellitto                                                     | Ernesto Picciafuocco Mario                          | Czas religii Tylko Marta                           | Ora di religione Bella Martha       |
|                                | Javier Bardem                                                          | Santa                                               | Poniedziałki w słońcu                              | Los lunes al sol                    |
| Javier Cámara                  | Benigno Martín                                                         | Porozmawiaj z nią                                   | Hable con ella                                     |                                     |
| Martin Compston                | Liam                                                                   | Słodka szesnastka                                   | Sweet Sixteen                                      |                                     |
| Olivier Gourmet                | Olivier                                                                | Syn                                                 | Le fils                                            |                                     |
| Markku Peltola                 | M                                                                      | Człowiek bez przeszłości                            | Mies vailla menneisyyttä                           |                                     |
| Timothy Spall                  | Phil                                                                   | Wszystko albo nic                                   | All or Nothing                                     |                                     |
| 2003                           | Daniel Brühl                                                           | Alexander Kerner                                    | Good bye, Lenin!                                   | Goodbye Lenin!                      |
|                                | Chiwetel Ejiofor                                                       | Okwe / Olatokumbo Fadipe                            | Niewidoczni                                        | Dirty Pretty Things                 |
| Tómas Lemarquis                | Nói                                                                    | Nói albinói                                         | Nói albinói                                        |                                     |
| Luigi Lo Cascio                | Nicola Carati                                                          | Nasze najlepsze lata                                | La meglio gioventù                                 |                                     |
| Jean Rochefort                 | Pan Manesquier                                                         | Człowiek z pociągu                                  | L' homme du train                                  |                                     |
| Bruno Todeschini               | Thomas                                                                 | Jego brat                                           | Son frère                                          |                                     |
| 2004                           | Javier Bardem                                                          | Ramón Sampedro                                      | W stronę morza                                     | Mar adentro                         |
|                                | Daniel Brühl                                                           | Jan                                                 | Edukatorzy                                         | Die Fetten Jahre sind Vorbei        |
| Bruno Ganz                     | Adolf Hitler                                                           | Upadek                                              | Der Untergang                                      |                                     |
| Gérard Jugnot                  | Clément Mathieu                                                        | Pan od muzyki                                       | Les choristes                                      |                                     |
| Bohdan Stupka                  | Iwan Blinow                                                            | Swoi                                                | Svoi                                               |                                     |
| Birol Ünel                     | Cahit Tomruk                                                           | Głową w mur                                         | Gegen die Wand                                     |                                     |
| 2005                           | Daniel Auteuil                                                         | Georges Laurent                                     | Ukryte                                             | Caché                               |
|                                | Romain Duris                                                           | Thomas Seyr                                         | W rytmie serca                                     | De battre, mon coeur s'est arreté   |
| Henry Hübchen                  | Jakob "Jaeckie Zucker" Zuckermann                                      | Siła złego na jednego                               | Alles auf Zucker!                                  |                                     |
| Ulrich Matthes                 | Henri Kremer                                                           | Dziewiąty dzień                                     | Der Neunte Tag                                     |                                     |
| Jérémie Renier                 | Bruno                                                                  | Dziecko                                             | L'enfant                                           |                                     |
| Ulrich Thomsen                 | Michael                                                                | Bracia                                              | Brødre                                             |                                     |
| 2006                           | Ulrich Mühe                                                            | Kapitan Gerd Wiesler                                | Życie na podsłuchu                                 | Das Leben der Anderen               |
|                                | Patrick Chesnais                                                       | Jean-Claude Delsart                                 | Nie jestem tu po to, żeby mnie kochano             | Je ne suis pas là pour être aimé    |
| Jesper Christensen             | Carsten                                                                | Zabójstwo                                           | Drabet                                             |                                     |
| Mads Mikkelsen                 | Jacob Pederson                                                         | Tuż po weselu                                       | Efter brylluppet                                   |                                     |
| Cillian Murphy                 | Patrick „Kicia” Braden Damien O’Donovan                                | Śniadanie na Plutonie Wiatr buszujący w jęczmieniu  | Breakfast on Pluto The Wind That Shakes the Barley |                                     |
| Silvio Orlando                 | Bruno Bonomo                                                           | Kajman                                              | Il Caimano                                         |                                     |
| 2007                           | Sason Gabbaj                                                           | Ppłk Tawfiq Zacharya                                | Przyjeżdża orkiestra                               | Bikur Ha-Tizmoret                   |
|                                | Elio Germano                                                           | Accio Benassi                                       | Mój brat jest jedynakiem                           | Mio fratello è figlio unico         |
| Miki Manojlović                | Miklos                                                                 | Irina Palm                                          | Irina Palm                                         |                                     |
| James McAvoy                   | Dr Nicholas Garrigan                                                   | Ostatni król Szkocji                                | The Last King of Scotland                          |                                     |
| Michel Piccoli                 | Henri Husson                                                           | Zawsze piękna                                       | Belle toujours                                     |                                     |
| Ben Whishaw                    | Jean-Baptiste Grenouille                                               | Pachnidło                                           | Perfume: The Story of a Murderer                   |                                     |
| 2008                           | Toni Servillo                                                          | Giulio Andreotti Franco                             | Boski Gomorra                                      | Il divo Gomorra                     |
|                                | Michael Fassbender                                                     | Bobby Sands                                         | Głód                                               | Hunger                              |
| Thure Lindhardt Mads Mikkelsen | Bent Faurschou Hviid ps. "Płomień" Jørgen Haagen Schmith ps. "Cytryna" | Płomień i Cytryna                                   | Flammen & Citronen                                 |                                     |
| James McAvoy                   | Robbie Turner                                                          | Pokuta                                              | Atonement                                          |                                     |
| Jürgen Vogel                   | Rainer Wenger                                                          | Fala                                                | Die Welle                                          |                                     |
| Elmar Wepper                   | Rudi Angermeier                                                        | Hanami – Kwiat wiśni                                | Kirschblüten – Hanami                              |                                     |
| 2009                           | Tahar Rahim                                                            | Malik El Djebena                                    | Prorok                                             | Un prophète                         |
|                                | Moritz Bleibtreu                                                       | Andreas Baader                                      | Baader-Meinhof                                     | Der Baader Meinhof Komplex          |
| Steve Evets                    | Eric Bishop                                                            | Szukając Erica                                      | Looking for Eric                                   |                                     |
| David Kross                    | Michael Berg                                                           | Lektor                                              | The Reader                                         |                                     |
| Dev Patel                      | Jamal Malik                                                            | Slumdog. Milioner z ulicy                           | Slumdog Millionaire                                |                                     |
| Filippo Timi                   | Benito Mussolini / Benito Albino Mussolini                             | Zwycięzca                                           | Vincere                                            |                                     |

### 2010–2019
| Rok                      | Aktor                      | Rola                                      | Tytuł polski                    | Tytuł oryginalny            |
| ------------------------ | -------------------------- | ----------------------------------------- | ------------------------------- | --------------------------- |
| 2010                     | Ewan McGregor              | Widmo                                     | Autor widmo                     | The Ghost Writer            |
|                          | Jakob Cedergren            | Nick Torp                                 | Submarino                       | Submarino                   |
| Elio Germano             | Claudio                    | Nasze życie                               | La nostra vita                  |                             |
| George Piştereanu        | Silviu                     | Jak chcę gwizdać, to gwiżdżę              | Eu cand vreau sa fluier, fluier |                             |
| Luis Tosar               | Macocha                    | Cela 211                                  | Celda 211                       |                             |
| 2011                     | Colin Firth                | Król Jerzy VI                             | Jak zostać królem               | The King’s Speech           |
|                          | Jean Dujardin              | George Valentin                           | Artysta                         | The Artist                  |
| Mikael Persbrandt        | Anton                      | W lepszym świecie                         | Hævnen                          |                             |
| Michel Piccoli           | Kardynał Melville / Papież | Habemus Papam: mamy papieża               | Habemus Papam                   |                             |
| André Wilms              | Marcel Marx                | Człowiek z Hawru                          | Le Havre                        |                             |
| 2012                     | Jean-Louis Trintignant     | Georges                                   | Miłość                          | Amour                       |
|                          | François Cluzet Omar Sy    | Philippe Driss Bassary                    | Nietykalni                      | Intouchables                |
| Michael Fassbender       | Brandon Sullivan           | Wstyd                                     | Shame                           |                             |
| Mads Mikkelsen           | Lucas                      | Polowanie                                 | Jagten                          |                             |
| Gary Oldman              | George Smiley / "Żebrak"   | Szpieg                                    | Tinker Tailor Soldier Spy       |                             |
| 2013                     | Toni Servillo              | Jep Gambardella                           | Wielkie piękno                  | La grande bellezza          |
|                          | Johan Heldenbergh          | Didier Bontinck                           | W kręgu miłości                 | The Broken Circle Breakdown |
| Jude Law                 | Aleksiej Karenin           | Anna Karenina                             | Anna Karenina                   |                             |
| Fabrice Luchini          | Germain Germain            | U niej w domu                             | Dans la maison                  |                             |
| Tom Schilling            | Niko Fischer               | Oh, Boy!                                  | Oh, Boy!                        |                             |
| 2014                     | Timothy Spall              | William Turner                            | Pan Turner                      | Mr. Turner                  |
|                          | Brendan Gleeson            | Ojciec James Lavelle                      | Kalwaria                        | Calvary                     |
| Tom Hardy                | Ivan Locke                 | Locke                                     | Locke                           |                             |
| Aleksiej Sieriebriakow   | Kola Siergiejew            | Lewiatan                                  | Левиафан                        |                             |
| Stellan Skarsgård        | Seligman                   | Nimfomanka                                | Nymphomaniac                    |                             |
| 2015                     | Michael Caine              | Fred Ballinger                            | Młodość                         | Youth                       |
|                          | Tom Courtenay              | Geoff Mercer                              | 45 lat                          | 45 Years                    |
| Colin Farrell            | David                      | Lobster                                   | The Lobster                     |                             |
| Christian Friedel        | Georg Elser                | 13 minut                                  | Elser                           |                             |
| Vincent Lindon           | Thierry Taugourdeau        | Miara człowieka                           | La Loi du marché                |                             |
| 2016                     | Peter Simonischek          | Winfried / Toni Erdmann                   | Toni Erdmann                    | Toni Erdmann                |
|                          | Javier Cámara              | Tomás                                     | Truman                          | Truman                      |
| Hugh Grant               | St Clair Bayfield          | Boska Florence                            | Florence Foster Jenkins         |                             |
| Dave Johns               | Daniel Blake               | Ja, Daniel Blake                          | I, Daniel Blake                 |                             |
| Burghart Klaußner        | Fritz Bauer                | Fritz Bauer kontra państwo                | Der Staat gegen Fritz Bauer     |                             |
| Rolf Lassgård            | Ove                        | Mężczyzna imieniem Ove                    | En man som heter Ove            |                             |
| 2017                     | Claes Bang                 | Christian                                 | The Square                      | The Square                  |
|                          | Nahuel Pérez Biscayart     | Sean Dalmazo                              | 120 uderzeń serca               | 120 battements par minute   |
| Colin Farrell            | Steven Murphy              | Zabicie świętego jelenia                  | The Killing of a Sacred Deer    |                             |
| Josef Hader              | Stefan Zweig               | Pożegnanie z Europą                       | Vor der Morgenröte              |                             |
| Jean-Louis Trintignant   | Georges Laurent            | Happy End                                 | Happy End                       |                             |
| 2018                     | Marcello Fonte             | Marcello                                  | Dogman                          | Dogman                      |
|                          | Jakob Cedergren            | Asger Holm                                | Winni                           | Den skyldige                |
| Rupert Everett           | Oscar Wilde                | Szczęśliwy książę                         | The Happy Prince                |                             |
| Sverrir Gudnason         | Björn Borg                 | Borg/McEnroe. Między odwagą a szaleństwem | Borg McEnroe                    |                             |
| Tomasz Kot               | Wiktor Warski              | Zimna wojna                               | Zimna wojna                     |                             |
| Victor Polster           | Lara                       | Dziewczyna                                | Girl                            |                             |
| 2019                     | Antonio Banderas           | Salvador Mallo                            | Ból i blask                     | Dolor y gloria              |
|                          | Jean Dujardin              | Picquart                                  | Oficer i szpieg                 | J'accuse                    |
| Pierfrancesco Favino     | Tommaso Buscetta           | Zdrajca                                   | Il traditore                    |                             |
| Lewan Gelbachiani        | Merab                      | A potem tańczyliśmy                       | And Then We Danced              |                             |
| Alexander Scheer         | Gerhard Gundermann         | Gundermann                                | Gundermann                      |                             |
| Ingvar Eggert Sigurðsson | Ingimundur                 | Biały, biały dzień                        | Hvítur, hvítur dagur            |                             |

### 2020–2029
| Rok                  | Aktor                    | Rola                 | Tytuł polski             | Tytuł oryginalny         |
| -------------------- | ------------------------ | -------------------- | ------------------------ | ------------------------ |
| 2020                 | Mads Mikkelsen           | Martin               | Na rauszu                | Druk                     |
|                      | Bartosz Bielenia         | Daniel               | Boże Ciało               | Boże Ciało               |
| Goran Bogdan         | Nikola                   | Tato                 | Otac                     |                          |
| Elio Germano         | Antonio Ligabue          | Chciałem się ukrywać | Volevo nascondermi       |                          |
| Luca Marinelli       | Martin Eden              | Martin Eden          | Martin Eden              |                          |
| Viggo Mortensen      | John Petersen            | Jeszcze jest czas    | Falling                  |                          |
| 2021                 | Anthony Hopkins          | Anthony              | Ojciec                   | The Father               |
|                      | Jurij Borisow            | Wadim                | Przedział nr 6           | Hytti nro 6              |
| Vincent Lindon       | Vincent                  | Titane               | Titane                   |                          |
| Tahar Rahim          | Mohamedou Ould Slahi     | Mauretańczyk         | The Mauritanian          |                          |
| Franz Rogowski       | Hans Hoffmann            | Wielka wolność       | Große Freiheit           |                          |
| 2022                 | Zlatko Burić             | Dmitrij              | W trójkącie              | Triangle of Sadness      |
|                      | Eden Dambrine            | Léo                  | Blisko                   | Close                    |
| Pierfrancesco Favino | Felice Lasco             | Nostalgia            | Nostalgia                |                          |
| Elliott Crosset Hove | Lucas                    | Godland              | Vanskabte land           |                          |
| Paul Mescal          | Calum                    | Aftersun             | Aftersun                 |                          |
| 2023                 | Mads Mikkelsen           | Ludvig Kahlen        | Bękart                   | Bastarden                |
|                      | Christian Friedel        | Rudolf Höss          | Strefa interesów         | The Zone of Interest     |
| Josh O'Connor        | Arthur                   | La chimera           | La chimera               |                          |
| Thomas Schubert      | Leon                     | Czerwone niebo       | Roter Himmel             |                          |
| Jussi Vatanen        | Holappa                  | Opadające liście     | Kuolleet lehdet          |                          |
| 2024                 | Abou Sangare             | Souleymane           | L'histoire de Souleymane | L'histoire de Souleymane |
|                      | Franz Rogowski           | Bird                 | Bird                     | Bird                     |
| Ralph Fiennes        | Kardynał Thomas Lawrence | Konklawe             | Conclave                 |                          |
| Lars Eidinger        | Tom Lunies               | Symfonia o umieraniu | Dying                    |                          |
| Daniel Craig         | William Lee              | Queer                | Queer                    |                          |